# Dassault Mirage F2
Dimensions
Le Dassault Mirage F2 est un projet d'intercepteur français étudié par Dassault entre 1963 et 1967.

## Historique

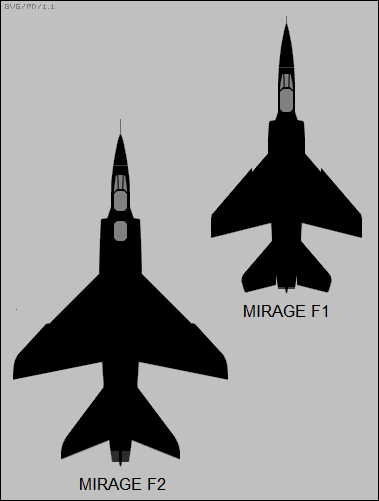
Comparaison des silhouettes du Mirage F1 et du Mirage F2.

L'origine du Mirage III F2 remonte à 1963. L'Armée de l'air française planchait sur le concept d'un avion ayant des capacités de pénétration à basse altitude par tous temps, qui serait capable d'effectuer des interceptions à vitesse supersonique, qui serait également apte à utiliser de courtes pistes comportant des arrangements rudimentaires et qui aurait une vitesse d'approche égale à 140 nœuds (260 km/h).
C'est le 21 novembre 1963 que la société Générale Aéronautique Marcel Dassault signe le marché d'étude d'un avion prototype désigné Mirage III F et équipé d'un turboréacteur Snecma TF106 dérivé du Pratt & Whitney TF30 américain.
L'équipe de Jean-Jacques Samin va reprendre la structure du Dassault Mirage 5 et va mettre de côté la formule delta commune aux avions de chez Générale Aéronautique Marcel Dassault de l'époque au profit d'un nouveau type d'aile fortement hypersustentée en flèche de 55° et en position haute. L'équipe adaptera aussi un empennage horizontal placé bas sur la cellule, une première pour la société Dassault. Cette combinaison aile et empennage offrait à l'armée les caractéristiques voulues pour leur avion à savoir : 
- Vol à grande vitesse ;
- Distance d'atterrissage relativement courte.

L'équipe de Jean-Jacques Samin propose alors son avion, désormais désigné Mirage III F2, qui sera commandé le 21 novembre 1963.
En 1965, l'armée passe commande de trois prototypes biplaces rebaptisés désormais Mirage F2. Un seul sera construit et vole pour la première fois le 12 juin 1966 avec pour pilote d'essai Jean Coureau. Six mois plus tard, l'avion atteint la vitesse de Mach 2. L'appareil démontre son aptitude à utiliser des pistes courtes en atterrissant en 480 mètres.
En mai 1966, les programmes d’État Mirage III ADAV et Mirage III AGV (avion à géométrie variable ou Dassault Mirage G) sont lancés, l’état-major souhaite que le Mirage F2 devienne un avion d’interception.
L'appareil est alors modifié, comportant de nouveaux équipements et de nouvelles armes, et remotorisé par un réacteur Snecma TF306 E de 10 tonnes de poussée. Il est renommé Mirage F3.
Cependant, le Mirage G biréacteur offre de nouvelles perspectives et le marché du Mirage F3 est annulé en avril 1967, car l’état-major envisage désormais un intercepteur biréacteur.
Les pertes financières de la France sont de 98 millions de francs français (117 millions d'euros valeur 2022) pour le F2 et de 73 millions de francs (87 millions d'euros) pour le F3.
Les résultats de ce programme seront utilisés pour le Dassault Mirage F1 plus léger qui sera finalement l'intercepteur standard choisi dans les années 1970.

## Conservation
La cellule du prototype est actuellement exposée dans l'enceinte du Centre d'Essais Aéronautiques de Toulouse.